# Кафедральний собор Бразилії
Кафедральний собор Бразилії — католицький собор у місті Бразилія авторства Оскара Німеєра, споруджений протягом 1958—1970 років.